# Sally, Irene and Mary (1925)
Sally, Irene and Mary is een film uit 1925 onder regie van Edmund Goulding. De film werd in 1938 opnieuw gemaakt.

## Verhaal
Hoewel Sally, Irene en Mary drie revuemeisjes zijn, lijken ze absoluut niet op elkaar. Sally gaat achter de rijke Marcus aan, Irene vervangt haar toegewijde vriend voor een schoft, terwijl Mary voor de charmes van Jimmy valt.

## Rolverdeling
| Acteur            | Personage         |
| ----------------- | ----------------- |
| Constance Bennett | Sally             |
| Joan Crawford     | Irene             |
| Sally O'Neil      | Mary              |
| William Haines    | Jimmy Dungan      |
| Henry Kolker      | Marcus Morton     |
| Douglas Gilmore   | Glen Nester       |
| Ray Howard        | Charles Greenwood |
| Kate Price        | Mrs. Dugan        |